# Цифронте (Месина)
Цифронте је насеље у Италији у округу Месина, региону Сицилија.
Према процени из 2011. у насељу је живело 61 становника. Насеље се налази на надморској висини од 127 м.